# Pink Tape
Pink Tape es el tercer álbum de estudio del rapero estadounidense Lil Uzi Vert. Fue lanzado a través de Generation Now y Atlantic Records el 30 de junio de 2023. El álbum presenta apariciones especiales de Travis Scott, Nicki Minaj, Snow Strippers, Bring Me the Horizon, Don Toliver y Babymetal. La producción estuvo a cargo de una variedad de productores de discos, incluidos los mismos Bring Me the Horizon, Don Cannon, Brandon Finessin, Arca, BNYX, Oogie Mane, Cubeatz, WondaGurl, Bugz Ronin, Ken Carson, Bobby Raps, Rick Rubin, Serj Tankian, Daron Malakian, Maaly Raw, Kobametal, Wheezy y Charlie Handsome, entre otros. Pink Tape recibió críticas positivas de la mayoría de los críticos.
El álbum fue apoyado por un sencillo, "Just Wanna Rock", que se lanzó el 17 de octubre de 2022. El álbum presenta elementos de hip hop alternativo, punk rap, rap metal y metalcore.

## Antecedentes y lanzamiento
Uzi se burló por primera vez del álbum en diciembre de 2020 (luego se reveló que eran las canciones "Pluto to Mars", "Aye" y "I Gotta") durante un Instagram Live de dos horas de duración en el que mostraron música inédita y reveló que lanzarían un mixtape exclusivamente en SoundCloud. Uzi anunció el título del álbum en una publicación de Instagram el 16 de julio de 2021. El título podría ser una referencia al diamante rosa de $24 millones que se perforaron en la frente en febrero de 2021. El 9 de octubre de 2021, mientras asistía a la boda de un amigo, Uzi reveló a un fanático que la cinta se lanzaría antes de Halloween. Más tarde volvieron sobre esas declaraciones el 22 de octubre, explicando a algunos fanáticos en la calle:

No, no [se lanzará la semana que viene]. Luego sale la próxima semana, y luego suena como una mierda, y tengo que escuchar de cien mil personas en Internet, "¡Esto apesta!" Así que tienes que dejar que me tome mi tiempo... Me estoy tomando mi tiempo para que no apeste.

Meses después, el 2 de diciembre de 2021, Uzi apareció en una transmisión en vivo con Kai Cenat en la que confirmaron que el álbum se completaría esa misma noche. Tras el lanzamiento del primer y único sencillo del álbum, "Just Wanna Rock", el 17 de octubre de 2022, el mánager de Uzi, DJ Drama, sugirió que el álbum se encuentra en sus etapas finales y señaló que se consideraron más de 680 canciones para el álbum. lista de canciones En junio de 2023, Uzi señaló que el álbum se lanzaría el mismo mes. El 17 de junio, Uzi usó Instagram para publicar una portada alternativa del proyecto. A través de un Instagram en vivo el 18 de junio con Cenat, Uzi compartió actualizaciones sobre el lanzamiento y la lista de canciones del álbum, ya que señalaron que la lista de canciones incluiría veintiséis canciones que consisten en "Just Wanna Rock" y dos canciones adicionales que describieron como:

Especial para mí, que a algunas personas les encanta que en realidad no llegó a alcanzar el día de la luz.

También anunciaron que la portada se lanzaría en "un par de días" y que la lista de canciones se lanzaría "esta semana", al tiempo que confirmaron la fecha de lanzamiento del 30 de junio. Cuando Kai le preguntó sobre las características del esperado álbum, Uzi declaró:

No hay muchas funciones, pero son las funciones que todos creen que debería tener... donde comencé es donde voy a terminar.

El 26 de junio de 2023, Uzi reveló la portada y la fecha de lanzamiento en su sitio web y simultáneamente lanzó el tráiler del álbum dirigido por Gibson Hazard para generar anticipación.

## Lista de canciones
| N.º | Título                                | Productor (es)       | Duración |  |
| 1.  | «Flooded the Face»                    | Don Cannon           | 3:12     |  |
| 2.  | «Suicide Doors»                       | Brandon Finessin     | 4:19     |  |
| 3.  | «Aye» (con Travis Scott)              | BNYX                 | 3:27     |  |
| 4.  | «Crush Em»                            | Cannon               | 2:45     |  |
| 5.  | «Amped»                               | Bugz Ronin           | 2:53     |  |
| 6.  | «X2»                                  | Ken Carson           | 3:54     |  |
| 7.  | «Died and Came Back»                  | Brandon Finessin     | 3:00     |  |
| 8.  | «Spin Again»                          | Brandon Finessin     | 1:37     |  |
| 9.  | «That Fiya»                           | Brandon Finessin     | 2:34     |  |
| 10. | «I Gotta»                             | Brandon Finessin     | 2:53     |  |
| 11. | «Endless Fashion» (con Nicki Minaj)   | Bugz Ronin           | 3:36     |  |
| 12. | «Mama, I'm Sorry»                     | Bugz Ronin           | 3:30     |  |
| 13. | «All Alone»                           | Cannon               | 3:42     |  |
| 14. | «Nakamura»                            | Brandon Finessin     | 3:17     |  |
| 15. | «Just Wanna Rock»                     | MCVertt              | 2:03     |  |
| 16. | «Fire Alarm» (con Snow Strippers)     | Cannon               | 3:05     |  |
| 17. | «CS»                                  | Rick Rubin           | 3:32     |  |
| 18. | «Werewolf» (con Bring Me the Horizon) | Bring Me the Horizon | 3:59     |  |
| 19. | «Pluto to Mars»                       | Brandon Finessin     | 4:06     |  |
| 20. | «Patience» (con Don Toliver)          | Bugz Ronin           | 4:22     |  |
| 21. | «Days Come and Go»                    | Cannon               | 4:17     |  |
| 22. | «Rehab»                               | Cannon               | 4:05     |  |
| 23. | «The End» (con Babymetal)             | Maaly Raw            | 3:07     |  |
| 24. | «Zoom» (bonus track)                  | Wheezy               | 2:46     |  |
| 25. | «Of Course» (bonus track)             | Oogie Mane           | 3:28     |  |
| 26. | «Shardai» (bonus track)               | Bugz Ronin           | 3:21     |  |

Notas
- "Fire Alarm" y "Rehab" cuentan con voces no acreditadas de Fousheé

Samples
- "Nakamura" muestra la canción "The Rising Sun" de CFO$, que es el tema de entrada al ring del luchador profesional Shinsuke Nakamura, cuyo nombre lleva la canción.
- "Crush Em" contiene una interpolación de la canción "Myron" de Lil Uzi Vert.
- "Endless Fashion" contiene una interpolación de la canción "Blue (Da Ba Dee)" de Eiffel 65.
- "Mama I'm Sorry" contiene interpolaciones de "Somebody That I Used To Know", interpretada por Gotye y Kimbra y "Hate Bein 'Sober" de Chief Keef con 50 Cent y Wiz Khalifa.
- "Fire Alarm" contiene una muestra de la canción "Stress" de Justice.
- "CS" es una versión de la canción "Chop Suey!" de System of a Down.

## Posicionamiento en lista
| Lista (2023)                               | Mejor posición |
| ------------------------------------------ | -------------- |
| Alemania (Offizielle Top 100)              | 13             |
| Australian Albums (ARIA)                   | 7              |
| Austria (Ö3 Austria)                       | 4              |
| Bélgica (Ultratop flamenca)                | 15             |
| Bélgica (Ultratop valona)                  | 48             |
| Canadá (Billboard Canadian Albums)         | 2              |
| Dinamarca (Hitlisten)                      | 9              |
| España (PROMUSICAE)                        | 42             |
| Estados Unidos (Billboard 200)             | 1              |
| Estados Unidos (Top R&B/Hip-Hop Albums)    | 1              |
| Finlandia (Suomen Virallinen Lista)        | 14             |
| Francia (SNEP)                             | 34             |
| Hungría (MAHASZ)                           | 8              |
| Irlanda (IRMA)                             | 6              |
| Italian Albums (FIMI)                      | 19             |
| Japanese Digital Albums (Oricon)           | 40             |
| Japanese Download Albums (Billboard Japan) | 35             |
| Lithuanian Albums (AGATA)                  | 5              |
| New Zealand Albums (RMNZ)                  | 1              |
| Noruega (VG-lista)                         | 3              |
| Países Bajos (Album Top 100)               | 3              |
| Polonia (ZPAV)                             | 6              |
| República Checa (ČNS IFPI)                 | 2              |
| Suiza (Schweizer Hitparade)                | 3              |
| Reino Unido (UK Albums Chart)              | 7              |